# Geodetická věž Ládví
Geodetická věž Ládví v Praze 8-Ďáblicích se nachází v Ďáblickém háji u vrchu Ládví.

## Historie
Věž byla postavena roku 1936 při výstavbě trigonometrických základních bodů (1936–1942) jako jedna z devíti měřických věží (Vysoká u Kutné Hory, Melechov u Havlíčkova Brodu, Vysoký Kamýk u Písku, Mezivrata u Votic, Koňský Vrch u Záhořan, Ládví v Praze, Pecný u Ondřejova, Studený vrch u Hostomic a Svidník u Obrataně).
Stojí na kruhovém půdorysu stejně jako první postavená věž na vrchu Pecný; další věže mají již půdorys ve tvaru hvězdy. 15 metrů vysoká věž je zděná s použitím žuly, mramoru a betonu. Je nepřístupná; pozemek p. č. 1276/3 kolem ní je oplocený a k ochraně trigonometrického bodu byl státu věnován řádem Křižovníků s červenou hvězdou.

### Trigonometrický bod
Trigonometrický bod Ládví je stabilizován žulovým hranolem. Původní bod stabilního katastru zřízeného pro potřeby rakousko-uherské Katastrální triangulace v roce 1862 ležel přibližně 77 metrů jihozápadně a byl zničen. Nahradil jej pískovcový hranol umístěný již v současné poloze bodu.
V letech 1863–1864 byl bod použit při konání Středoevropského stupňového měření za účelem určení rozměru Země. Z Ládví se prováděla v rámci Základní trigonometrické sítě pomocí geodetických přístrojů pro přesné měření úhlů trigonometrická měření na body položené na Bezdězu, Sadské, Pecném u Ondřejova, Studeném vrchu u Hostomic, na Džbánu a Milešovce.
Do československé Jednotné trigonometrické sítě katastrální (JTSK) byl převzat roku 1928. Je součástí České státní trigonometrické sítě, která je polohovým geodetickým základem Souřadnicového systému Jednotné trigonometrické sítě katastrální (S-JTSK), závazné pro veškeré zeměměřické činnosti na území České republiky. Je také součástí souřadnicového systému S – Praha, který slouží pro potřeby velkých staveb v Praze, například stavby metra.

## Stavby v okolí
- Hvězdárna Ďáblice
- Podzemní vodárenská nádrž Ládví
- Vysílač Ládví

## Turismus
Ďáblickým hájem vede okolo věže zeleně značená turistická trasa  3108 z Troje do Ďáblic.